# Liga Europeană EHF Feminin 2022-2023
Liga Europeană EHF Feminin 2022-23 a fost cea de-a 42-a ediție a fostei Cupe EHF și a treia ediție după redenumirea acesteia, în 2020, în Liga Europeană EHF Feminin. Competiția a fost organizată și supervizată de Federația Europeană de Handbal (EHF).

## Formatul
Sistemul de joc a fost asemănător cu cel din ediția anterioară: au existat trei manșe de calificare, o fază a grupelor și faze eliminatorii. La fel ca și în cazul ediției 2021-22, în manșa 1 a ediției 2022-23 nu s-a desfășurat nici o partidă.

## Manșele preliminare

### Manșa 1 de calificare
În această manșă nu s-au desfășurat meciuri.

### Manșa a 2-a de calificare
În această manșă au fost distribuite 18 echipe. Ele au jucat grupate câte două, în sistem tur-retur. Turul s-a desfășurat între 8 și 9 octombrie, iar returul între 15 și 16 octombrie 2022.

### Manșa a 3-a de calificare
În această manșă au fost distribuite în primă fază 15 echipe, cărora li s-au alăturat cele 9 câștigătoare ale manșei a 2-a. Cele 24 de echipe rezultate în total au jucat grupate câte două, în sistem tur-retur. Turul s-a desfășurat între 3 și 4 decembrie, iar returul între 10 și 11 decembrie 2022.

## Tragerile la sorți și datele manșelor
Distribuția echipelor în manșa a 2-a a fost trasă la sorți pe data de 19 iulie 2022, de la ora locală 11:00, la sediul EHF de la Viena, iar extragerea a fost transmisă în direct pe canalul online ehfTV și pe conturile de Facebook și YouTube ale EHF. Tragerea la sorți pentru partidele din manșa a 3-a a avut loc pe 18 octombrie 2022.
Faza grupelor a fost trasă la sorți pe 15 decembrie 2022.
| Rundă                | Data tragerii la sorți | Tur                                             | Retur                                           |
| -------------------- | ---------------------- | ----------------------------------------------- | ----------------------------------------------- |
| Manșa 1              | Nu s-au jucat meciuri  | Nu s-au jucat meciuri                           | Nu s-au jucat meciuri                           |
| Manșa a 2-a          | 19 iulie 2022          | 9–10 octombrie 2022                             | 15–16 octombrie 2022                            |
| Manșa a 3-a          | 18 octombrie 2022      | 3–4 decembrie 2022                              | 10–11 decembrie 2022                            |
| Faza grupelor        | 15 decembrie 2022      | 7–8 ianuarie 2022, până pe 18–19 februarie 2023 | 7–8 ianuarie 2022, până pe 18–19 februarie 2023 |
| Sferturile de finală | Fără tragere la sorți  | 18–19 martie 2023                               | 25–26 martie 2023                               |
| Final4               | 28 martie 2023         | 13–14 mai 2023                                  | 13–14 mai 2023                                  |

## Faza calificărilor

### Manșa 1
În această manșă nu s-au disputat meciuri.

### Manșa a 2-a
Manșa a 2-a a fost prima rundă în care s-au desfășurat partide. La această manșă au luat parte 18 echipe, care au fost distribuite pentru tragerea la sorți în două urne valorice. Distribuția a fost anunțată pe 11 iulie 2022:
| - Yalıkavak Spor Kulübü - ŽRK Bjelovar - DHC Plzeň - Hypo Niederösterreich - ŽRK Železničar Inđija - Spono Eagles - Thüringer HC - MKS Lublin - CBF Málaga |

| - RK Dalmatinka Ploče - VfL Oldenburg - Nykøbing Falster HK - Siófok KC - SCM Gloria Buzău - Chambray Touraine HB - Fana IL - Rocasa Gran Canaria - LC Brühl Handball |

Tragerea la sorți a avut loc pe 19 iulie 2022.
| Echipa 1                  | Scor gen.         | Echipa 2              | Tur   | Retur        |
| ------------------------- | ----------------- | --------------------- | ----- | ------------ |
| Chambray Touraine         | 52 – 58           | Thüringer HC          | 28–31 | 24–27        |
| LC Brühl                  | 58 – 521)         | DHC Plzeň             | 30–27 | 28–25        |
| SCM Gloria Buzău          | 42 – 314) 56 – 61 | CBF Málaga            | 32–31 | 10–04) 24–30 |
| MKS FunFloor Perła Lublin | 50 – 58           | Siófok KC             | 18–27 | 32–31        |
| Rocasa Gran Canaria       | 79 – 412)         | ŽRK Bjelovar          | 42–19 | 37–22        |
| Hypo Niederösterreich     | 49 – 57           | VfL Oldenburg         | 26–33 | 23–24        |
| Yalıkavak Spor Kulübü     | 45 – 66           | Nykøbing Falster HK   | 21–29 | 24–37        |
| RK Dalmatinka Ploče       | 55 – 61           | ŽRK Železničar Inđija | 25–32 | 30–29        |
| Spono Eagles              | 52 – 643)         | Fana IL               | 21–36 | 31–28        |

Note

### Manșa a 3-a
24 de echipe au luat parte la această manșă, din care 15 calificate direct, iar 9 avansate din manșa a 2-a.
| Echipă                 | Echipă                 |
| ---------------------- | ---------------------- |
| Váci NKSE              | IK Sävehof             |
| ESBF Besançon          | RK Podravka Koprivnica |
| Viborg HK              | Buxtehuder SV          |
| Mosonmagyaróvári KC SE | CS Măgura Cisnădie     |
| Borussia Dortmund      | MKS Zagłębie Lubin     |
| SCM Râmnicu Vâlcea     | Balonmano Bera Bera    |
| Neptunes de Nantes     | Höörs HK H 65          |
| Sola HK                |                        |

| Echipă              | Echipă                |
| ------------------- | --------------------- |
| LC Brühl            | Siófok KC             |
| SCM Gloria Buzău4)  | Nykøbing Falster HK   |
| Rocasa Gran Canaria | Fana IL               |
| Thüringer HC        | ŽRK Železničar Inđija |
| VfL Oldenburg       |                       |

În urma tragerii la sorți au rezultat următoarele partide:
| Echipa 1               | Scor gen. | Echipa 2               | Tur   | Retur |
| ---------------------- | --------- | ---------------------- | ----- | ----- |
| Höörs HK H 65          | 48 – 63   | SCM Râmnicu Vâlcea     | 24–31 | 24–32 |
| Siófok KC              | 61 – 52   | CS Măgura Cisnădie     | 33–24 | 28–28 |
| Nykøbing Falster HK    | 64 – 51   | Viborg HK              | 34–21 | 30–30 |
| Mosonmagyaróvári KC SE | 52 – 51   | SCM Gloria Buzău4)     | 29–26 | 23–25 |
| MKS Zagłębie Lubin     | 48 – 50   | RK Podravka Koprivnica | 24–24 | 24–26 |
| IK Sävehof             | 52 – 65   | Thüringer HC           | 22–30 | 30–35 |
| Rocasa Gran Canaria    | 57 – 66   | Sola HK                | 29–32 | 28–34 |
| Borussia Dortmund      | 74 – 37   | ŽRK Železničar Inđija  | 43–22 | 31–15 |
| Fana IL                | 51 – 46   | Buxtehuder SV          | 28–21 | 23–25 |
| ESBF Besançon          | 59 – 53   | Balonmano Bera Bera    | 32–29 | 27–24 |
| VfL Oldenburg          | 51 – 69   | Neptunes de Nantes     | 27–34 | 24–35 |
| Váci NKSE              | 68 – 551) | LC Brühl               | 30–26 | 38–29 |

Note

## Faza grupelor
16 echipe au luat parte la faza grupelor, din care 4 calificate direct, iar 12 avansate din manșa a 3-a:
| Echipă         | Echipă        |
| -------------- | ------------- |
| Ikast Håndbold | Debreceni VSC |
| Paris 92       | Molde HK      |

| Echipă                 | Echipă                 |
| ---------------------- | ---------------------- |
| Mosonmagyaróvári KC SE | Thüringer HC           |
| Siófok KC              | Fana IL                |
| Váci NKSE              | Sola HK                |
| ESBF Besançon          | RK Podravka Koprivnica |
| Neptunes de Nantes     | Nykøbing Falster HK    |
| Borussia Dortmund      | SCM Râmnicu Vâlcea     |

Echipele care au jucat în această fază au fost distribuite în patru grupe de câte patru. Tragerea la sorți a avut loc pe 15 decembrie 2022. În fiecare grupă, echipele s-au înfruntat într-un turneu de tip fiecare cu fiecare, cu meciuri pe teren propriu și în deplasare. Primele două echipe din fiecare grupă s-au calificat în sferturile de finală. Echipele provenind din aceeași federație națională au fost protejate, neputând fi extrase în aceeași grupă.
| Departajare |
| --- |
| În faza grupelor, echipele au fost departajate pe bază de punctaj (2 puncte pentru victorie, 1 punct pentru meci egal, 0 puncte pentru înfrângere). La terminarea fazei grupelor, dacă două sau mai multe echipe dintr-o grupă au acumulat același număr de puncte, atunci departajarea lor s-a făcut conform regulamentului, ținând cont de următoarele criterii și în următoarea ordine: 1. Cel mai mare număr de puncte obținute în meciurile directe; 2. Golaveraj superior în meciurile directe; 3. Cel mai mare număr de goluri înscrise în meciurile directe (sau în meciul din deplasare, în cazul sistemului tur-retur); 4. Golaveraj superior în toate meciurile din grupă; 5. Cel mai bun golaveraj pozitiv în toate meciurile din grupă; În timpul fazei grupelor, doar criteriile 4–5 s-au aplicat pentru a determina clasamentul provizoriu al echipelor. |

În urma tragerii la sorți au rezultat următoarele grupe:

### Grupa A
| Loc | Echipa            | MJ | V | E | Î | GM  | GP  | DG  | Pct | Calificare           |
| --- | ----------------- | -- | - | - | - | --- | --- | --- | --- | -------------------- |
| 1   | Borussia Dortmund | 6  | 5 | 0 | 1 | 176 | 154 | +22 | 10  | Sferturile de finală |
| 2   | Siófok KC         | 6  | 4 | 0 | 2 | 153 | 149 | +4  | 8   | Sferturile de finală |
| 3   | ESBF Besançon     | 6  | 3 | 0 | 3 | 172 | 163 | +9  | 6   |                      |
| 4   | Molde HK          | 6  | 0 | 0 | 6 | 168 | 203 | −35 | 0   |                      |

|             | MOL     | BES     | DOR     | SIÓ     |
| ----------- | ------- | ------- | ------- | ------- |
| Molde HK    | –       | 29 – 41 | 24 – 32 | 29 – 32 |
| ESBF        | 35 – 32 | –       | 27 – 30 | 30 – 21 |
| Borussia HB | 33 – 32 | 31 – 21 | –       | 26 – 23 |
| Siófok KC   | 30 – 22 | 20 – 18 | 27 – 24 | –       |

### Grupa B
| Loc | Echipa             | MJ | V | E | Î | GM  | GP  | DG  | Pct | Calificare           |
| --- | ------------------ | -- | - | - | - | --- | --- | --- | --- | -------------------- |
| 1   | Ikast Håndbold     | 6  | 6 | 0 | 0 | 189 | 147 | +42 | 12  | Sferturile de finală |
| 2   | Neptunes de Nantes | 6  | 3 | 0 | 3 | 174 | 173 | +1  | 6   | Sferturile de finală |
| 3   | Mosonmagyaróvár KC | 6  | 2 | 0 | 4 | 174 | 185 | −11 | 4   |                      |
| 4   | Fana IL            | 6  | 1 | 0 | 5 | 152 | 184 | −32 | 2   |                      |

|                 | HIH     | MKC     | NAN     | FAN     |
| --------------- | ------- | ------- | ------- | ------- |
| Herning-Ikast   | –       | 28 – 26 | 30 – 20 | 29 – 23 |
| Mosonmagyaróvár | 26 – 34 | –       | 30 – 33 | 35 – 29 |
| Nantes          | 28 – 33 | 36 – 29 | –       | 29 – 21 |
| Fana IL         | 24 – 35 | 25 – 28 | 30 – 28 | –       |

### Grupa C
| Loc | Echipa              | MJ | V | E | Î | GM  | GP  | DG  | Pct | Calificare           |
| --- | ------------------- | -- | - | - | - | --- | --- | --- | --- | -------------------- |
| 1   | Nykøbing Falster HK | 6  | 4 | 0 | 2 | 172 | 151 | +21 | 8   | Sferturile de finală |
| 2   | Sola HK             | 6  | 4 | 0 | 2 | 171 | 156 | +15 | 8   | Sferturile de finală |
| 3   | Debreceni VSC       | 6  | 4 | 0 | 2 | 158 | 163 | −5  | 8   |                      |
| 4   | RK Podravka         | 5  | 0 | 0 | 5 | 150 | 181 | −31 | 0   |                      |

|               | DEB     | NYK     | SOL     | POD     |
| ------------- | ------- | ------- | ------- | ------- |
| Debreceni VSC | –       | 28 – 27 | 25 – 21 | 32 – 31 |
| Nykøbing HK   | 34 – 22 | –       | 26 – 28 | 28 – 23 |
| Sola HK       | 30 – 25 | 26 – 28 | –       | 35 – 29 |
| RK Podravka   | 20 – 26 | 24 – 29 | 23 – 31 | –       |

### Grupa D
| Loc | Echipa             | MJ | V | E | Î | GM  | GP  | DG  | Pct |                      |
| --- | ------------------ | -- | - | - | - | --- | --- | --- | --- | -------------------- |
| 1   | Thüringer HC       | 6  | 4 | 1 | 1 | 188 | 162 | +26 | 9   | Sferturile de finală |
| 2   | SCM Râmnicu Vâlcea | 6  | 3 | 1 | 2 | 183 | 178 | +5  | 7   | Sferturile de finală |
| 3   | Paris 92           | 6  | 3 | 0 | 3 | 154 | 156 | −2  | 6   |                      |
| 4   | Váci NKSE          | 6  | 1 | 0 | 5 | 156 | 185 | −29 | 2   |                      |

|              | PAR     | VÁC     | VÂL     | THÜ     |
| ------------ | ------- | ------- | ------- | ------- |
| Paris 92     | –       | 26 – 24 | 24 – 22 | 26 – 25 |
| Váci NKSE    | 27 – 26 | –       | 26 – 28 | 28 – 34 |
| SCM Vâlcea   | 30 – 28 | 40 – 30 | –       | 32 – 32 |
| Thüringer HC | 28 – 24 | 31 – 21 | 38 – 31 | –       |

## Fazele eliminatorii
În această fază s-au calificat echipele care au terminat pe primele două locuri în fiecare din cele patru grupe:
| Grupă | De pe locul 1 din grupă    | De pe locul 2 din grupă |
| ----- | -------------------------- | ----------------------- |
| A     | Borussia Dortmund Handball | Siófok KC               |
| B     | Ikast Håndbold             | Neptunes de Nantes      |
| C     | Nykøbing Falster HK        | Sola HK                 |
| D     | Thüringer HC               | SCM Râmnicu Vâlcea      |

### Programul partidelor
Sferturile de finală s-au jucat în sistem tur-retur, în timp ce semifinalele, finala mică și finala s-au desfășurat în sistem Final 4, cu câte un singur meci eliminatoriu.
|  | Sferturile de finală | Sferturile de finală | Sferturile de finală | Sferturile de finală | Sferturile de finală |    |                    | Semifinalele      | Semifinalele | Semifinalele | Semifinalele | Semifinalele |                   |             | Finala              | Finala       | Finala      | Finala | Finala |  |
|  |                      |                      |                      |                      |                      |    |                    |                   |              |              |              |              |                   |             |                     |              |             |        |        |  |
|  | 2B                   | Neptunes de Nantes   | 28                   | 22                   | 50                   |    |                    |                   |              |              |              |              |                   |             |                     |              |             |        |        |  |
|  | 1A                   | Borussia Dortmund    | 19                   | 32                   | 51                   |    |                    |                   |              |              |              |              |                   |             |                     |              |             |        |        |  |
|  | 1A                   | Borussia Dortmund    | 19                   | 32                   | 51                   |    | 1A                 | Borussia Dortmund | –            | –            | 33           |              |                   |             |                     |              |             |        |        |  |
|  |                      |                      |                      |                      |                      |    | 1A                 | Borussia Dortmund | –            | –            | 33           |              |                   |             |                     |              |             |        |        |  |
|  |                      | 1C                   | Nykøbing Falster HK  | –                    | –                    | 35 |                    |                   |              |              |              |              |                   |             |                     |              |             |        |        |  |
|  | 2D                   | 1C                   | Nykøbing Falster HK  | –                    | –                    | 35 | SCM Râmnicu Vâlcea | 32                | 29           | 61           |              |              |                   |             |                     |              |             |        |        |  |
|  | 2D                   |                      |                      |                      |                      |    | SCM Râmnicu Vâlcea | 32                | 29           | 61           |              |              |                   |             |                     |              |             |        |        |  |
|  | 1C                   | Nykøbing Falster HK  | 29                   | 38                   | 67                   |    |                    |                   |              |              |              |              |                   |             |                     |              |             |        |        |  |
|  | 1C                   | Nykøbing Falster HK  | 29                   | 38                   | 67                   |    |                    |                   |              |              |              |              |                   | 1C          | Nykøbing Falster HK | –            | –           | 24     |        |  |
|  |                      |                      |                      |                      |                      |    |                    |                   |              |              |              |              |                   | 1C          | Nykøbing Falster HK | –            | –           | 24     |        |  |
|  |                      | 1D                   | Ikast Håndbold       | –                    | –                    | 31 |                    |                   |              |              |              |              |                   |             |                     |              |             |        |        |  |
|  | 2A                   | 1D                   | Ikast Håndbold       | –                    | –                    | 31 | Siófok KC          | 20                | 21           | 41           |              |              |                   |             |                     |              |             |        |        |  |
|  | 2A                   |                      |                      |                      |                      |    | Siófok KC          | 20                | 21           | 41           |              |              |                   |             |                     |              |             |        |        |  |
|  | 1D                   | Ikast Håndbold       | 30                   | 31                   | 61                   |    |                    |                   |              |              |              |              |                   |             |                     |              |             |        |        |  |
|  | 1D                   | Ikast Håndbold       | 30                   | 31                   | 61                   |    | 1D                 | Ikast Håndbold    | –            | –            | 31           |              | Finala mică       | Finala mică | Finala mică         | Finala mică  | Finala mică |        |        |  |
|  |                      |                      |                      |                      |                      |    | 1D                 | Ikast Håndbold    | –            | –            | 31           |              | Finala mică       | Finala mică | Finala mică         | Finala mică  | Finala mică |        |        |  |
|  |                      | 1B                   | Thüringer HC         | –                    | –                    | 26 |                    |                   |              |              |              |              |                   |             |                     |              |             |        |        |  |
|  | 2C                   | 1B                   | Thüringer HC         | –                    | –                    | 26 | Sola HK            | 35                | 24           | 59           |              | 1A           | Borussia Dortmund | –           | –                   | 28           |             |        |        |  |
|  | 2C                   |                      |                      |                      |                      |    | Sola HK            | 35                | 24           | 59           |              | 1A           | Borussia Dortmund | –           | –                   | 28           |             |        |        |  |
|  | 1B                   | Thüringer HC         | 35                   | 27                   | 62                   |    |                    |                   |              |              |              |              |                   |             | 1B                  | Thüringer HC | –           | –      | 23     |  |

### Sferturile de finală
Împerecherea echipelor în optimile de finală s-a făcut conform regulamentului competiției:
- locul 2 în grupa B contra locului 1 în grupa A;
- locul 2 în grupa A contra locului 1 în grupa B;
- locul 2 în grupa D contra locului 1 în grupa C;
- locul 2 în grupa C contra locului 1 în grupa D.

| Echipa 1           | Scor gen. | Echipa 2            | Tur   | Retur |
| ------------------ | --------- | ------------------- | ----- | ----- |
| Siófok KC          | 41 – 61   | Ikast Håndbold      | 20–30 | 21–31 |
| SCM Râmnicu Vâlcea | 61 – 67   | Nykøbing Falster HK | 32–29 | 29–38 |
| Sola HK            | 59 – 62   | Thüringer HC        | 35–35 | 24–27 |
| Neptunes de Nantes | 50 – 51   | Borussia Dortmund   | 28–19 | 22–32 |

### Final four
Tragerea la sorți pentru distribuția în semifinale a fost efectuată pe 28 martie 2023, la Viena. În urma tragerii la sorți au rezultat partidele de mai jos:
|  | Semifinalele        | Semifinalele   |                     |    | Finala | Finala |
|  |                     |                |                     |    |        |        |
|  | 13 mai 2023         |                |                     |    |        |        |
|  |                     |                |                     |    |        |        |
|  | Borussia Dortmund   | 33             |                     |    |        |        |
|  | Borussia Dortmund   | 33             | 14 mai 2023         |    |        |        |
|  | Nykøbing Falster HK | 35             |                     |    |        |        |
|  | Nykøbing Falster HK | 35             | Nykøbing Falster HK | 24 |        |        |
|  | 13 mai 2023         |                | Nykøbing Falster HK | 24 |        |        |
|  |                     | Ikast Håndbold | 31                  |    |        |        |
|  | Ikast Håndbold      | Ikast Håndbold | 31                  | 31 |        |        |
|  | Ikast Håndbold      |                |                     | 31 |        |        |
|  | Thüringer HC        | 26             |                     |    |        |        |
|  | Thüringer HC        | 26             | Finala mică         |    |        |        |
|  |                     |                |                     |    |        |        |
|  | 14 mai 2023         |                |                     |    |        |        |
|  |                     |                |                     |    |        |        |
|  | Borussia Dortmund   | 28             |                     |    |        |        |
|  | Borussia Dortmund   | 28             |                     |    |        |        |
|  | Thüringer HC        | 23             |                     |    |        |        |

### Semifinalele
| 13 mai 2023 15:30 | Ikast Håndbold | 31 – 26 | Thüringer HC | Raiffeisen Sportpark, Graz Asistență: 1300 Arbitri: Lovin, Stancu |
| 13 mai 2023 15:30 | Bakkerud 8     | (17–10) | Hendrikse 10 | Raiffeisen Sportpark, Graz Asistență: 1300 Arbitri: Lovin, Stancu |
| 13 mai 2023 15:30 | 2× 1×          | Raport  | 6× 1×        | Raiffeisen Sportpark, Graz Asistență: 1300 Arbitri: Lovin, Stancu |

| 13 mai 2023 18:00 | Borussia Dortmund                | 33 – 35 (Prel.) | Nykøbing Falster HK | Raiffeisen Sportpark, Graz Asistență: 1300 Arbitri: Antić, Jakovljević |
| 13 mai 2023 18:00 | Bleckmann, Hausherr, Sprengers 6 | (17–13)         | Svele 10            | Raiffeisen Sportpark, Graz Asistență: 1300 Arbitri: Antić, Jakovljević |
| 13 mai 2023 18:00 | 3×                               | Raport          | 5× 2×               | Raiffeisen Sportpark, Graz Asistență: 1300 Arbitri: Antić, Jakovljević |
| 13 mai 2023 18:00 | FT: 29–29 Prel.: 32–32           |                 |                     | Raiffeisen Sportpark, Graz Asistență: 1300 Arbitri: Antić, Jakovljević |

### Finala mică
| 14 mai 2023 15:30 | Borussia Dortmund | 28 – 23 | Thüringer HC | Raiffeisen Sportpark, Graz Asistență: 1300 Arbitri: Lidacka, Lesiak |
| 14 mai 2023 15:30 | Hausherr 7        | (12–10) | Lott 7       | Raiffeisen Sportpark, Graz Asistență: 1300 Arbitri: Lidacka, Lesiak |
| 14 mai 2023 15:30 | 7×                | Raport  | 3× 1×        | Raiffeisen Sportpark, Graz Asistență: 1300 Arbitri: Lidacka, Lesiak |

### Finala
| 14 mai 2023 18:00 | Nykøbing Falster HK | 24 – 31 | Ikast Håndbold | Raiffeisen Sportpark, Graz Asistență: 1500 Arbitri: Vujačić, Kažanegra |
| 14 mai 2023 18:00 | Sajka 6             | (15–14) | Friis 11       | Raiffeisen Sportpark, Graz Asistență: 1500 Arbitri: Vujačić, Kažanegra |
| 14 mai 2023 18:00 | 5× 1×               | Raport  | 4×             | Raiffeisen Sportpark, Graz Asistență: 1500 Arbitri: Vujačić, Kažanegra |

## Clasamentul marcatoarelor
| Poz. | Nume                  | Echipă                    | Goluri | Partide |
| ---- | --------------------- | ------------------------- | ------ | ------- |
| 1    | Dunja Tabak           | ŽRK Železničar Inđija     | 19     | 2       |
| 2    | Veronika Galušková    | DHC Plzeň                 | 17     | 2       |
| 3    | Ema Barbir            | RK Dalmatinka Ploče       | 16     | 2       |
| 3    | Xenia Hodel           | Spono Eagles              | 16     | 2       |
| 5    | Jaqueline Anastácio   | Yalıkavak Spor Kulübü     | 15     | 2       |
| 5    | Sara Berg             | Fana IL                   | 15     | 2       |
| 5    | Paulina Golla         | VfL Oldenburg             | 15     | 2       |
| 8    | Tamara Mavsar         | Siófok KC                 | 14     | 2       |
| 8    | Laurentia Wolff       | LC Brühl Handball         | 14     | 2       |
| 10   | Silvia Arderíus       | CBF Málaga                | 13     | 2       |
| 10   | Sonja Frey            | Thüringer HC              | 13     | 2       |
| 10   | Elma Halilcevic       | Nykøbing Falster HK       | 13     | 2       |
| 10   | Julia Pietras         | MKS FunFloor Perła Lublin | 13     | 2       |
| 10   | Celine Solstad        | Fana IL                   | 13     | 2       |
| 10   | Laura van der Heijden | Chambray Touraine         | 13     | 2       |

| Poz. | Nume               | Echipă              | Goluri | Partide |
| ---- | ------------------ | ------------------- | ------ | ------- |
| 1    | Isabelle Dölle     | Buxtehuder SV       | 16     | 2       |
| 1    | Maja Magnussen     | Sola HK             | 16     | 2       |
| 3    | Sara Berg          | Fana IL             | 15     | 2       |
| 3    | Maxi Mühlner       | Buxtehuder SV       | 15     | 2       |
| 5    | Paula Arcos        | Balonmano Bera Bera | 14     | 2       |
| 5    | Marta Mangué       | Rocasa Gran Canaria | 14     | 2       |
| 5    | Meret Ossenkopp    | Borussia Dortmund   | 14     | 2       |
| 5    | Frida Rosell       | IK Sävehof          | 14     | 2       |
| 5    | Marie-Hélène Sajka | Nykøbing Falster HK | 14     | 2       |
| 5    | Sabrina Zazaï      | ESBF Besançon       | 14     | 2       |
| 11   | Aurora Hatle       | Fana IL             | 13     | 2       |
| 11   | Nathalie Hendrikse | Thüringer HC        | 13     | 2       |
| 11   | Marilena Neagu     | CS Măgura Cisnădie  | 13     | 2       |

| Poz. | Nume             | Echipă              | Goluri | Partide |
| ---- | ---------------- | ------------------- | ------ | ------- |
| 1    | Annika Lott      | Thüringer HC        | 68     | 10      |
| 2    | Elma Halilcevic  | Nykøbing Falster HK | 62     | 10      |
| 3    | Irina Glibko     | SCM Râmnicu Vâlcea  | 60     | 8       |
| 4    | Ingvild Bakkerud | Ikast Håndbold      | 57     | 10      |
| 5    | Nathalie Hagman  | Neptunes de Nantes  | 54     | 8       |
| 6    | Mia Svele        | Nykøbing Falster HK | 48     | 10      |
| 7    | Asma Elghaoui    | SCM Râmnicu Vâlcea  | 47     | 8       |
| 8    | Csenge Kuczora   | Váci NKSE           | 46     | 6       |
| 9    | Dana Bleckmann   | Borussia Dortmund   | 45     | 10      |
| 9    | Emma Friis       | Nykøbing Falster HK | 45     | 10      |

| Poz. | Nume               | Echipă              | Goluri | Partide |
| ---- | ------------------ | ------------------- | ------ | ------- |
| 1    | Annika Lott        | Thüringer HC        | 86     | 14      |
| 2    | Elma Halilcevic    | Nykøbing Falster HK | 82     | 14      |
| 3    | Irina Glibko       | SCM Râmnicu Vâlcea  | 72     | 10      |
| 4    | Nathalie Hendrikse | Thüringer HC        | 64     | 14      |
| 5    | Asma Elghaoui      | SCM Râmnicu Vâlcea  | 61     | 10      |
| 6    | Mia Svele          | Nykøbing Falster HK | 60     | 14      |
| 7    | Tamara Mavsar      | Siófok KC           | 59     | 12      |
| 8    | Sara Berg          | Fana IL             | 58     | 9       |
| 9    | Nathalie Hagman    | Neptunes de Nantes  | 57     | 9       |
| 9    | Csenge Kuczora     | Váci NKSE           | 57     | 8       |